# Guy Roger Mouanda
Guy Roger Mouanda es un artista, pintor y escultor gabonés, residente entre Libreville y Vancouver, Canadá. 
Alumno de la Escuela de Bellas Artes de Gabón, donde fue alumno desde 1992 hasta 1997.
Es conocido a nivel mundial como escultor sobre hielo, a causa de su brillante participación en diferentes eventos internacionales, entre ellos el 17 Concurso de escultura sobre hielo de Valloire en Francia. 
Además del hielo , talla madera y piedra, dibuja y pinta.

## Obras
- El guerrero - Le guerrier, de 8,5 metros de altura, realizada en el simposio internacional de escultura de Schlema, Alemania.[2]